# 藤原ななこ
藤原 ななこ（ふじわら ななこ、1985年2月7日 - ）は、日本の元着エロ系グラビアアイドル。旧名・藤原 七虹（読み方同じ）。東京都出身。フィットワンに所属していた。

## 人物・来歴
- 2004年のデビュー当初から着エロ系グラビア等で活動しており、アイドルマニア受けするロリータフェイスに似合わぬ巨乳と肉感的な体型で人気が高い。
- 2006年7月のDVD『PREMIUM CUTIE 藤原ななこ』では初のセルフプロデュースに挑戦。セミヌード路線に転向した。
- 2007年1月、引退。
- 着エロ系ユニット「Sexual Kiss さくら組」のメンバー7。

## 写真集
- ななこ18歳（2004年3月、ぶんか社、撮影：会田我路）
- ななこ×2 七虹の事情（2004年10月、バウハウス、撮影：横山こうじ）
- キミニ、アイタイ（2005年9月、朝日出版社、撮影：篠山紀信）

## DVD
- CUTIE & HONEY Vol.1（2004年10月、シーアンドエイチ）
- ななこ×2 七虹の事情（2004年10月、バウハウス）
- ふわりんななこ（2005年4月、フォーサイド・ドット・コム）
- EIGHT（2005年11月、レイフル）
- EIGHT2 もしもシリーズ（2006年4月、レイフル）
- PREMIUM CUTIE 藤原ななこ（2006年7月、シーアンドエイチ）
- PREMIUM CUTIE 藤原ななこ X'mas Edition（2006年12月、シーアンドエイチ）

## テレビ
- グラビアの美少女（MONDO21）